# Veniliornis sanguineus
Veniliornis sanguineus е вид птица от семейство Picidae.

## Разпространение
Видът е разпространен в Гвиана, Суринам и Френска Гвиана.